# Sciacallo (Marvel Comics)
Lo Sciacallo (in inglese Jackal), il cui vero nome è Miles Warren, è un personaggio dei fumetti, pubblicato dalla Marvel Comics. La sua prima apparizione come professor Miles Warren è in Amazing Spider-Man n. 31 (novembre 1965), scritto da Stan Lee e disegnato da Steve Ditko. Per molto tempo resterà un personaggio di contorno, trasformandosi in supercriminale e assumendo maggior importanza nelle trame solo in Amazing Spider-Man n. 129 (febbraio 1974), rivelando il segreto della sua doppia identità tempo dopo. La figura dello Sciacallo fu ideata dallo sceneggiatore Gerry Conway e dal disegnatore Ross Andru.

## Biografia del personaggio
È uno dei personaggi chiave della storia dell'Uomo Ragno. Warren non è altro che il professore universitario di fisica di Peter Parker, di cui lo stesso Parker è il pupillo. Come Sciacallo è in possesso di agilità e forza straordinaria ed unghie e zanne che sono imbevute di veleno.
Il professor Warren compì studi segreti sulla clonazione umana e fu segretamente innamorato della fidanzata di Parker, Gwen Stacy, studentessa bella e giudiziosa. Quando in una furibonda battaglia tra Goblin e l'Uomo Ragno la ragazza rimase uccisa, il professor Warren impazzì e assunse l'identità segreta dello Sciacallo.

### La prima saga del clone
Con i suoi esperimenti arrivò a far clonare al suo assistente sia Gwen Stacy sia lo stesso Peter Parker ma quando questi si accorse che i cloni erano umani, anziché animali come gli era stato fatto credere, Warren lo uccise. Disgustato per l'atto omicida il professore impazzì completamente e creò un'altra vile identità (lo Sciacallo, appunto) a cui affibbiare la colpa delle sue vili azioni. Per mesi tormentò Peter alleandosi a suoi vari nemici (come il Punitore, lo Scorpione e il primo Tarantula), considerato anche che conosceva la sua vera identità.
Warren infine cercò di portarlo alla pazzia facendogli incontrare la sua defunta fidanzata in diverse occasioni, e alla fine lo portò a scontrarsi col suo clone. Fortunatamente rinsavì giusto in tempo per salvare Ned Leeds da una bomba e così perse apparentemente la vita.

### La seconda saga del clone
Dalla sconfitta ed eliminazione presunta del clone nascerà, in anni successivi, la Saga del clone, fondamentale per la continuity ragnesca. Durante questa saga, si scopre che Warren è sopravvissuto, e che è stato manovrato per anni da Norman Osborn; inoltre fece numerose copie dell'Uomo Ragno, molte delle quali deformi (come Kaine) che attaccarono l'Uomo Ragno e sua moglie Mary Jane Watson. Alla fine della saga lo Sciacallo muore, e con lui tutti i cloni deformi di Peter.
Fu sempre lo Sciacallo a dar vita a Ben Reilly alias il Ragno Rosso, che non era altri che il primo clone, quello creduto morto in un'esplosione di diversi anni prima.

### Spider-Island
Diversi anni dopo, durante il crossover "Spider Island", lo Sciacallo ritornò e collaborò con la Regina per creare un virus in grado di donare a tutti gli abitanti di Manhattan i poteri dell'Uomo Ragno. Lo Sciacallo era accompagnato da dozzine di cloni di sé stesso (anche se era l'unico in costume, mentre tutti gli altri erano negli abiti civili di Miles Warren). Dopo che i suoi mostruosi servi ragneschi Tarantula e Re Ragno (rispettivamente Kaine e Capitan America trasformati geneticamente) furono sconfitti e riportati allo stato umano, la Regina disintegrò lo Sciacallo con il suo grido sonico per punirlo. Nell'epilogo della storia, tuttavia, si scoprì che il vero Warren era ancora vivo, e che lo Sciacallo ucciso dalla Regina era solo un clone.
Successivamente lo Sciacallo cercò di rapire il giovane e potentissimo supereroe Alpha, ma venne fermato dall'Uomo Ragno.

### Superior Spider-Man
In seguito, Superior Spider-Man (segretamente il Dottor Octopus nel corpo dell'Uomo Ragno) combatté un gigantesco ragno con poteri mutanti che, sconfitto, si trasformò in una ragazza molto somigliante a Gwen Stacy. Come immaginato da Superior Spider-Man, la ragazza era stata creata dallo Sciacallo, che tuttavia rimase a manovrare nell'ombra.
Creò anche degli ibridi ragno-mutanti, ma venne fermato da Superior e dal Ragno Rosso (Kaine Parker) ma riuscì di nuovo a scappare portando con sé campioni di DNA del secondo.

## Poteri e abilità
Miles Warren ha la forza, la velocità e l'agilità di uno sciacallo, amplificate a livelli super-umani; è un genio nei campi della biochimica, genetica e clonazione.
Infatti riesce a creare cloni umani e animali o cloni incrociati fra più creature. È un abile artista marziale e ginnasta.

## Altri media

### Cinema
Lo Sciacallo compare in un cameo in Spider-Man: Across the Spider-Verse.
Viene citato anche nel film Kraven il cacciatore, responsabile della nascita di Rhino e Camaleonte.

### Televisione
Lo Sciacallo compare in:
- Spider-Man - L'Uomo Ragno
- The Spectacular Spider-Man
- Spider man (2017)

### Videogiochi
Lo Sciacallo compare in:
- The Amazing Spider-Man and The Masked Menace
- Spider-Man: il regno delle ombre (versioni PS2 e PSP)